# Теофил Готие
Пиер Жул Теофил Готие (на френски: Pierre Jules Théophile Gautier) е френски поет, естет, драматург, писател, журналист и литературен критик.
Изявен привърженик на романтизма, той е смятан и за един от предшествениците на парнасизма, символизма и модернизма.
Основател е на литературното течение „Парнас“. От 1848 г. провъзгласява принципа „изкуство за изкуството“ – стои върху позициите на естетизма и формализма.

## Произведения

### Стихосбирки
- Емайли и камеи – 1852 г.

### Романи
- Г-ца дьо Мопен – 1835 г.
- Капитан Фракас – 1863 г